# Emanuel Vargas
Emanuel Sebastián Vargas Torus (Buenos Aires, Argentina, 13 de febrero de 1988) es un futbolista chileno. Su club actual es Iberia de la Primera B de Chile. Es hijo de Sergio Vargas Buscalia, exportero e ídolo del Universidad de Chile.

## Trayectoria
Fue subido al primer equipo de la Universidad de Chile, por el DT Gustavo Huerta el año 2006, pero por las escasas oportunidades que tenía en la "U", es enviado a préstamo por un año a Iberia de la Tercera División. Vuelve a la "U" a principios de 2009, pero durante el segundo semestre de ese año juega, también a préstamo, por Lota Schwager de la Primera División B.
En el año 2010, llega al Sportverein Jugendland de la Tercera División B, club que dirigía técnicamente su padre.
A principios del año 2011, Vargas llegó a Cobresal de la Primera División de Chile, club que dirigía en ese momento técnicamente Luis Musrri. Su vínculo con el cuadro minero, finalizó a fines de 2012.
En 2013 juega por Deportes Iquique.
Tras una regular temporada con Lota Schwager termina contrato y firma en Iberia hasta la actualidad.

## Selección nacional
Fue nominado a la Sub-17 pero no pudo jugar debido a que aún no obtenía la nacionalidad chilena.
Estuvo en la pre-nómina de la selección chilena sub-20 que disputó el Mundial de Canadá 2007, pero finalmente no fue convocado a dicho torneo.

## Clubes
| Club                   | País  | Año       |
| ---------------------- | ----- | --------- |
| Universidad de Chile   | Chile | 2006-2007 |
| Iberia                 | Chile | 2008      |
| Universidad de Chile   | Chile | 2009      |
| Lota Schwager          | Chile | 2009      |
| Sportverein Jugendland | Chile | 2010      |
| Cobresal               | Chile | 2011-2012 |
| Deportes Iquique       | Chile | 2013      |
| Rangers                | Chile | 2013-2014 |
| Lota Schwager          | Chile | 2014-2015 |
| Iberia                 | Chile | 2015-2018 |